# كانديدا دويل
كانديدا دويل (بالإنجليزية: Candida Doyle)‏ هي موسيقية بريطانية، ولدت في 25 أغسطس 1963 في بلفاست في المملكة المتحدة.

## وصلات خارجية
- كانديدا دويل على موقع IMDb (الإنجليزية)
- كانديدا دويل على موقع ميوزك برينز (الإنجليزية)
- كانديدا دويل على موقع أول ميوزيك (الإنجليزية)
- كانديدا دويل على موقع ديسكوغز (الإنجليزية)
- كانديدا دويل على موقع قاعدة بيانات الفيلم (الإنجليزية)